# جری آدامز
جرالد "جِری" آدامز (به انگلیسی: Gerard "Gerry"Adams) (به ایرلندی: Gearóid Mac Ádhaimh) (زاده ۶ اکتبر ۱۹۴۸ در بلفاست)، یک سیاستمدار جمهوری‌خواه ایرلندی است که بین ۱۳ نوامبر ۱۹۸۳ تا ۱۰ فوریه ۲۰۱۸ رهبرشین فین بود. وی از سال ۱۹۸۳ تا ۱۹۹۲ و از سال ۱۹۹۷ تا ۲۰۱۱ به عنوان نماینده پارلمان (MP) پارلمان بریتانیا از حوزه انتخابیه بلفاست غرب فعالیت می‌کرد.
آدامز برای اولین بار در اواخر دهه ۱۹۶۰ وارد سیاست شد و بیش از یک دهه قبل از انتخابش به پارلمان در سال ۱۹۸۳ یک چهره شناخته شده درایرلند بود. در سال ۱۹۸۴، آدامز در یک سوء قصد توسط چندین فرد مسلح از انجمن دفاع اولستر (UDA)، به شدت مجروح شد.
او از اواخر دهه ۱۹۸۰ به بعد، او یک شخصیت مهم در روند صلح ایرلند شمالی بود و در ابتدا با جان هیوم، رهبر حزب سوسیال دموکرات و کارگر (SDLP) و سپس با دولت‌های ایرلند و بریتانیا وارد گفتگو شد. در سال ۱۹۸۶، او شین فین را متقاعد کرد که سیاست سنتی خود را در مورد پرهیز از خودداری نسبت به فعالیتهای سیاسی رسمی و پارلمان‌های دوگانه ایرلند را تغییر دهد. در اثر همین فعالیت‌ها شین فین در سال ۱۹۹۸، همچنین کرسی‌هایی در مجمع تقسیم قدرت ایرلند شمالی به دست آورد و در سال ۲۰۰۵، ارتش جمهوری‌خواه موقت ایرلند (IRA) اعلام کرد که کارزار مسلحانه آن به پایان رسیده است و منحصراً متعهد به سیاست صلح آمیز است.